# Robot Framework
 (septembre 2019).
Pour les articles homonymes, voir Robot (homonymie).
Robot Framework est un framework de test automatique s'appuyant sur Python, Java ou .NET pour concevoir et exécuter des tests de validation. Il est communément utilisé avec Python.

## Histoire
Conçu par Pekka Klärck qui expose l'idée de test par mot-clé,, base du framework dans sa thèse.
Le 24 juin 2008, la version 2.0 est livrée avec son code source.

## Description
Une interface dédiée RIDE est disponible pour utiliser au mieux Robot Framework,.

## Exemples
Le cas de test suivant implémente un "hello world":
```
*** Test Cases ***

Demo

    
Log
  
Hello world

```

Log est un mot clé réservé qui affiche un texte  dans le rapport de test généré.
Avec la bibliothèque SeleniumLibrary (bibliothèque de Robot Framework), écrire des tests pour des applications Web est aisé :
```
*** Test Cases ***

Demo

    
Open Browser
  
https://www.google.com
  
ie

    
Input Text
  
id=lst-ib
  
Hollywood Celebrities

    
Click Button
  
Google Search

```

Avec ce cas, le test ouvre la page Google dans Internet Explorer et recherche le texte "Hollywood Celebrities" et appuie sur le bouton Chercher.